# Game Informer
Game Informer (förkortat som GI) var en prisbelönad amerikansk tidskrift som grundades augusti 1991. Den innehåller artiklar, nyheter, strategier och recensioner av datorspel och spelkonsoler. Game Informer lades ner 3 augusti 2024 efter att moderbolaget Gamestop fattat beslutet. Hemsidan visar nu endast ett hejdå meddelande till alla besökare.